# Alevibergen
Alevibergen (georgiska: ალევის ქედი, Alevis kedi) är en bergskedja i Georgien. Den ligger i den östra delen av landet, 60 km norr om huvudstaden Tbilisi.